# 압둘 아지즈 알하킴

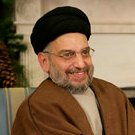
압둘 아지즈 알하킴

압둘 아지즈 알하킴(아랍어: سید عبد العزيز الحكيم, 영어: Abdul Aziz al-Hakim, 1950년 ~ 2009년 8월 26일)은 이라크 시아파 정치지도자로 시아파 정치조직 이라크 이슬람혁명최고위원회의 의장이었다.
그는 예언자 무함마드의 후손으로 존경받는 사이드의 가계로, 대대로 이라크 시아파 고위 법학자를 배출해 온 하킴 집안 출신이다. 아버지 대 아야톨라 사이드 므흐신 알하킴은 1955년부터 1970년에 죽을 때까지 12이맘 시아파의 최고 법학자인 마르자에 타그리드를 역임한 이슬람 법학자였다.
압둘 아지즈는 형 모하마드 바키르 알 하킴과 함께 사담 후세인 정권의 탄압을 피해 이란으로 망명하여 반체제운동을 해 왔다.
2003년 미국 주도의 이라크 침공으로 사담 정권이 무너지자 고국으로 돌아와 미국이 지명한 이라크 과도 통치 위원회의 위원을 맡았다. 2003년 8월 나자프에서 형 모하메드 바키르가 암살당한 후, 그는 이라크 이슬람혁명최고위원회의 지도자 직위를 승계했다.
2005년 이라크 제헌의회 선거가 실시되자 알하킴은 시아파 공천연합 유나이티드 이라크연맹의 후보 1번으로 출마하여 당선되었다.
2009년 8월 26일 테헤란의 병원에서 폐암으로 사망하였다.